# Advanced Gun System

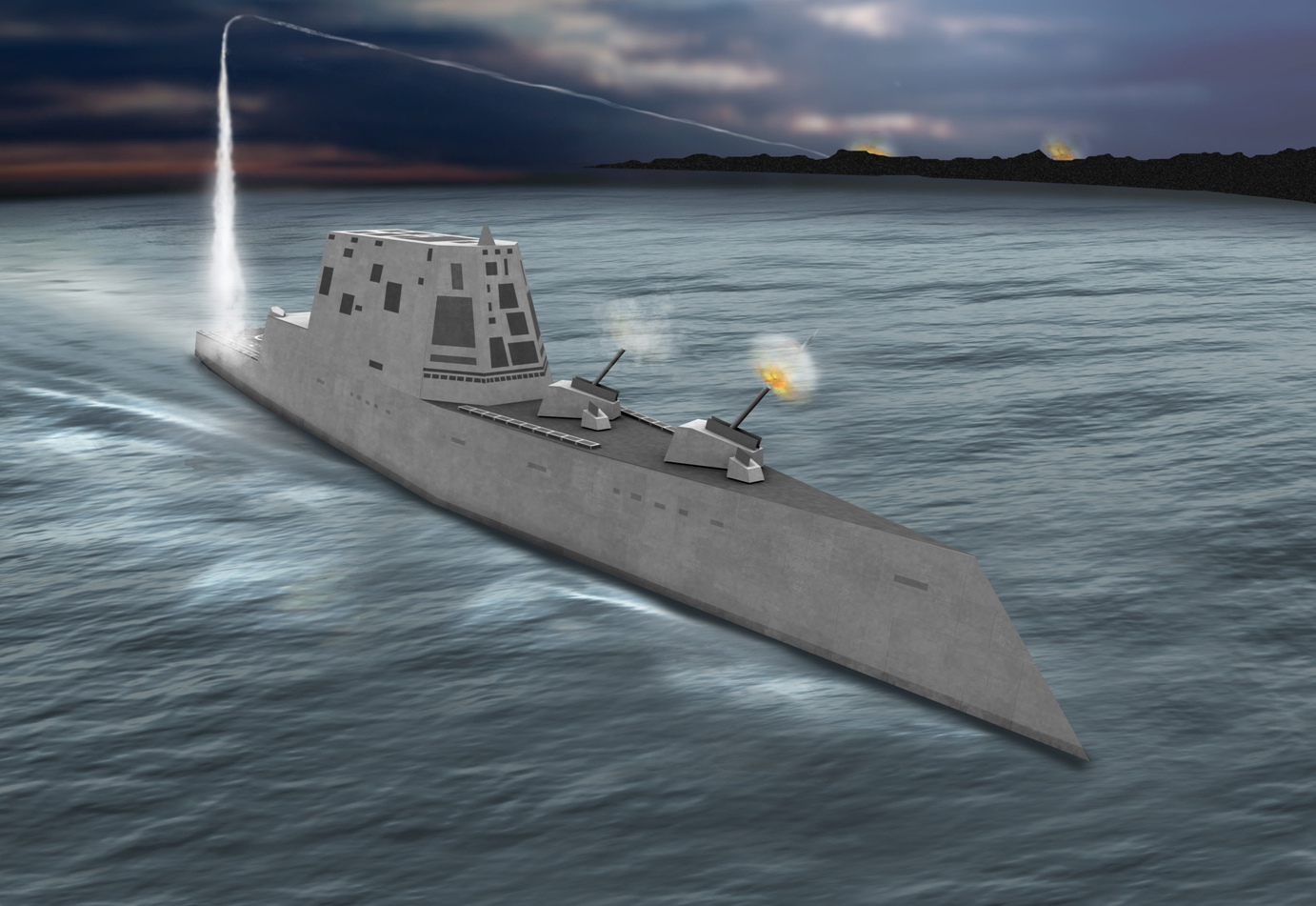
Eine computergenerierte Grafik der inzwischen ohne AGS in Dienst gestellten Zumwalt-Klasse. Gut zu sehen sind die beiden angedachten AGS im vorderen Bereich des Schiffes.

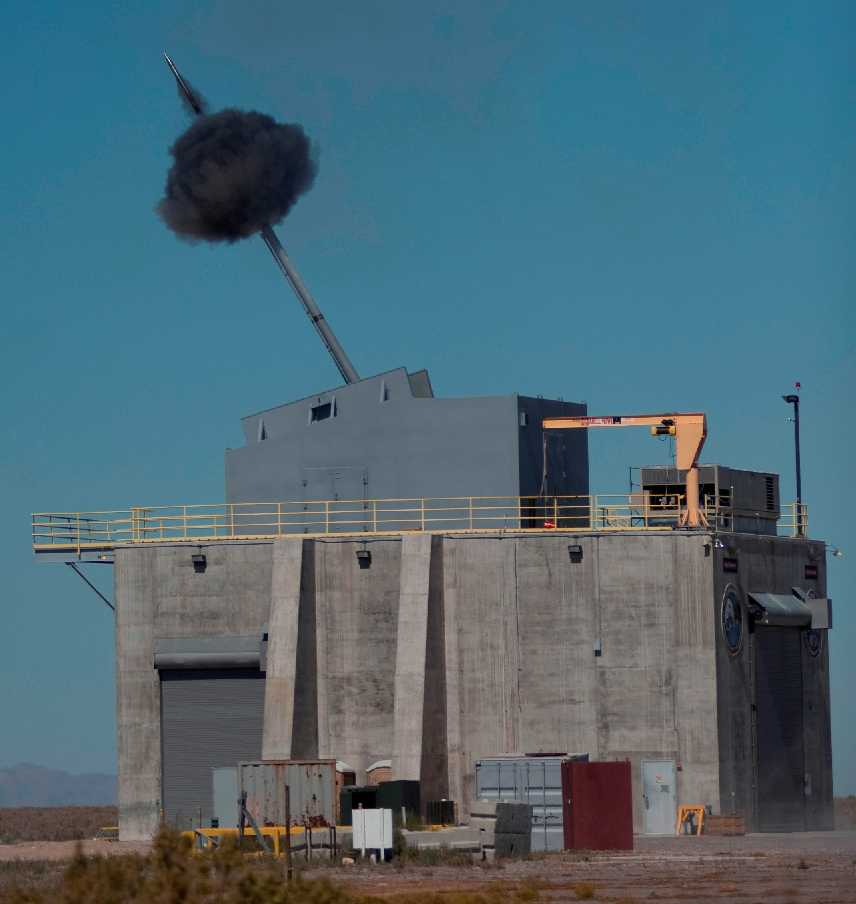
Testgeschütz AGS beim Abfeuern von Probeschüssen.

Das Advanced Gun System (AGS, englisch für „fortschrittliches Rohrwaffensystem“) ist ein Schiffsgeschütz in Entwicklung, welches für die neuen Zerstörer der Zumwalt-Klasse für die US Navy eingesetzt werden sollte. Bis jetzt gibt es keine konkreten Pläne, das AGS in anderen Neubauprojekten zu verwenden oder es auf bestehenden Schiffen nachzurüsten. Durch ständige Kürzungen beim Zumwalt-Programm auf nun noch drei bis sieben Schiffe ohne AGS scheint es wahrscheinlich, dass BAE versuchen wird, das AGS anderweitig zu vermarkten. Das AGS-Projekt wurde ursprünglich vom amerikanischen Rüstungskonzern United Defense begonnen, jedoch anschließend auf das britische Unternehmen BAE Systems übertragen, nach deren Übernahme.
Das AGS soll mit einem Kaliber von 155 mm (6,1 inch), 62 Kaliberlängen und spezieller GPS gelenkter Munition den Zerstörern der Zumwalt-Klasse eine große Feuerkraft vor allem gegen Landziele verleihen.
Anfang November 2016 beschloss das Pentagon, vom Einsatz dieses Waffensystems wegen außerordentlich hoher Kosten vorerst abzusehen. So zieht ein Schuss aus einer dieser Kanonen je nach verwendeter Munition Kosten in Höhe von bis zu 800.000 Dollar nach sich.

## Entwicklung
Mit der endgültigen Außerdienststellung der letzten beiden Einheiten der Iowa-Klasse in den 1990er-Jahren und der Streichung aus der Reserveflotte 2006 ging der US Navy viel Feuerkraft verloren. Insbesondere bei der Beschießung von Landzielen im Rahmen von amphibischen Landungsoperationen hatten sich die 40,6-cm-Geschütze der Iowas als leistungsfähig erwiesen. Durch deren Ausmusterungen blieben der US Navy noch die deutlich schwächeren Mark-45-Leichtgewichtsgeschütze (Kaliber: 12,7 cm). Auch hatten sich Tomahawk-Marschflugkörper zwar als sehr effektive, aber teure und auf kurze Entfernung schwer einsetzbare Waffe erwiesen.
Deshalb wurde in den 1990er-Jahren an einem neuen Waffensystem gearbeitet. Die ursprüngliche Idee war, ein Schiff um zwei vertikale 155-mm-Geschütze herum zu konstruieren. Damit wären jedoch nur gelenkte Projektile einsetzbar gewesen, weshalb eine neuerliche Kostenexplosion befürchtet wurde. Man entschied sich deshalb für ein konventionelleres Design mit zwei 155-mm-Haubitzen. Dadurch können auch wesentlich günstigere, ungelenkte Projektile verwendet werden.

## Beschreibung
Jeder Zumwalt-Zerstörer sollte auf dem Vorderdeck mit zwei AGS in konventionellen Türmen ausgerüstet werden. Die Türme sind jedoch so geformt und verkleidet, dass der Radarquerschnitt so gering wie möglich gehalten wird. Zu diesem Zweck sind die Geschützrohre im Transit eingefahren und werden ausschließlich zum Feuern ausgefahren. Des Weiteren sind die Geschütztürme vollkommen automatisch; angefangen vom Ausfahren der Rohre über das Ausrichten und Laden bis hin zum Abfeuern erfolgt die gesamte Bedienung der Geschütze ferngesteuert. Dies ermöglicht erhebliche Personaleinsparungen.
Das Kaliber der Geschütze liegt bei 155 mm, einem standardisierten NATO-Kaliber. Das Geschütz ist mit 62 Kaliberlängen überdurchschnittlich lang, was die Reichweite erhöht. Praktisch während der gesamten Dauer des Schießens kann eine Kadenz von 10 Schuss pro Minute aufrechterhalten werden. Für diese hohe Kadenz mussten die Läufe mit einer leistungsfähigen aber schweren Wasserkühlung versehen werden. Für die beiden AGS je Zerstörer steht ein gemeinsames vollautomatisches Magazin zur Verfügung, das rund 750 Schuss fasst.
Es ist damit zu rechnen, dass ein Zumwalt-Schiff mit dieser Bewaffnung eine deutlich höhere Feuerkraft als die Ticonderoga- oder die Arleigh-Burke-Klasse mit je zwei beziehungsweise einem Mark-45-Leichtgewichtsgeschützen erreicht. Gegenüber der Iowa-Klasse werden zwar Reichweite, Präzision und Kadenz erreicht oder übertroffen, die Spreng- und Durchschlagskraft eines einzelnen AGS-Projektils liegt jedoch deutlich niedriger.

## Munition
Trotz des gleichen Kalibers wie die Haubitzen der US Army benötigt das AGS spezielle Munition. Gründe sind die wesentlich längeren Läufe sowie der höhere verwendete Kammerdruck. Für das AGS sollen verschiedene Arten von konventioneller Munition zur Verfügung stehen, wovon jeder Zumwalt-Zerstörer etwa 650 Projektile mitführen wird.
Für besonders hochwertige Ziele sollen zudem rund 100 sogenannte Long Range Land Attack Projectiles, kurz LRLAP, mitgeführt werden. Diese zurzeit bei BAE Systems in Entwicklung befindlichen Geschosse bestehen aus zwei Teilen, dem eigentlichen Projektil und den Treibladungen. Das gesamte Geschoss weist ein Gewicht von 102 kg auf, wovon 11 kg auf den Sprengkopf entfallen. Die maximale Länge eines einzelnen Geschosses beträgt 223 cm. Mit Hilfe eines kleinen Raketenmotors und einer GPS-basierten Lenkeinheit haben diese Geschosse in Tests bereits eine Reichweite von 109 km unter Beweis gestellt, wobei eine Reichweite von bis zu 150 km möglich sein soll. Trotz dieser enormen Reichweite liegt der CEP je nach Schussweite zwischen 20 und 50 m.
Weil die Zumwaltklasse nur noch aus drei Schiffen bestehen wird, und der deswegen geringeren erforderlichen Stückzahl von LRAP-Geschossen kostet ein Projektil etwa 800.000 US-Dollar.